# 136-я отдельная гвардейская мотострелковая бригада
136-я отдельная гвардейская мотострелковая Уманьско-Берлинская, Апшеронская Краснознамённая, орденов Суворова, Кутузова и Богдана Хмельницкого бригада (136 омсбр, в/ч 63354) — тактическое соединение Сухопутных войск Российской Федерации.
Формирование входит в состав 58-й общевойсковой армии Южного военного округа. Пункт постоянной дислокации — г. Буйнакск Республики Дагестан.

## История
136-я отдельная мотострелковая бригада сформирована 1 декабря 1993 года г. Буйнакске Республики Дагестан и включена в состав 42-го армейского корпуса.
7 июня 1995 года в 136-й отдельной мотострелковой бригаде по приказу командира войсковой части № 47084 (58 ОА) на базе 696-го отдельного мотострелкового батальона сформирован сводный отдельный мотострелковый батальон под командованием майора Ибрагимова Ю. А. и направлен в Чеченскую Республику на перевал Харами для разоружения отдельных бандформирований. Боевая задача выполнялась по 8 августа 1995 года.
В январе 1996 года группой боевиков под руководством Салмана Радуева было совершено нападение на г. Кизляр откуда они переместились в село Первомайское, и некоторые подразделения бригады были откомандированы для выполнения боевой задачи по освобождению села. Впоследствии бригада были направлена в Чеченскую Республику и выполнялась боевых задачи вплоть до октября 1996 года. 1 октября 1996 бригада вернулась в пункт постоянной дислокации.
В январе 1997 года бригаде были переданы регалии выведенного из ЗГВ 204-го гвардейского мотострелкового полка. Таким образом, бригада унаследовала боевую славу, награды, боевое знамя и исторический формуляр от 33-й гвардейской мотострелковой бригады 9-го гвардейского танкового корпуса, сформированной в декабре 1942 года в Калужской области.
21—22 декабря 1997 года бандгруппой Хаттаба было совершено нападение на расположение части.
10 августа 1999 года усиленный 696-й омсб 136-й гв. омсбр вышел для выполнения специальной задачи по освобождению Ботлихского района от бандформирований и с 11 августа 1999 года приступили к выполнению боевых действий. Основное направление ведения боев 136-й гв. омсбр определено: освобождённые селения Тандо, Рахата, Ансалта и овладение перевалом Харами, закрытие дорог на административной чеченско-дагестанской границе. В ходе боевых действий с 10 августа 1999 г. по 23 августа 1999 г. личный состав 136-й гв. омсбр проявил мужество и отвагу. При выполнении боевых задач погибло 36 военнослужащих: 5 офицеров, 8 сержантов, 23 солдата.
4 сентября 1999 года произошёл теракт в Буйнакске, направленный против семей военнослужащих. Пятиэтажный жилой дом был полностью разрушен. Погибли 64 человека, в том числе 23 ребёнка, ранено 146 человек.
В 2010 году был совершён теракт на полигоне «Дальний» в Буйнакске. Смертник на начинённом взрывчаткой автомобиле «Жигули» прорвался на палаточный городок военнослужащих. Погибло четверо человек.
Принимала участие во вторжении России на Украину, наступая с Крыма. В марте 2022 года около 300 военнослужащих бригады отказались участвовать во вторжении, вернулись в Россию и подали рапорты об увольнении.

## Состав
- управление
- 396-й мотострелковый батальон;
  - управление
  - 3 мотострелковые роты
  - миномётная батарея
  - гранатомётный взвод
  - взвод связи
  - взвод обеспечения
  - медицинский взвод
- 696-й мотострелковый батальон;
- 698-й мотострелковый батальон;
- Стрелковая рота (снайперов);
- Батальон военной полиции
- 129-й танковый батальон;
  - 3 танковые роты
  - взвод связи
  - взвод обеспечения
  - медпункт
- 1-й гаубичный самоходный артиллерийский дивизион;
- 2-й гаубичный самоходный артиллерийский дивизион;
- 146-й реактивный артиллерийский дивизион;
- Батарея ПТУР
- Зенитный ракетный дивизион;
- 156-й зенитный ракетно-артиллерийский дивизион
- 537-й разведывательный батальон;
  - управление
  - 1-я разведывательная рота
  - 2-я разведывательная рота
  - Рота глубинной разведки
  - Группа сбора и обработки информации (гсои)
  - Взвод связи
  - медпункт
- 531-й инженерно-сапёрный батальон;
  - управление
  - инженерная рота (усил. мсб)
  - инженерно-сапёрная рота
  - инженерный взвод разведки
- Батальон связи;
- Рота БЛА;
- 141-я рота РЭБ;
- Рота РХБЗ;
- Батарея управления и артиллерийской разведки (начальника артиллерии);
- Взвод управления и радиолокационной разведки (начальника противовоздушной обороны);
- Взвод управления (начальника разведывательного отделения);
- Ремонтная рота;
- Батальон материального обеспечения;
- Комендантская рота;
- Медицинская рота;
- Взвод инструкторов;
- Взвод тренажёров;
- Полигон;
- Оркестр.[10]

## Скандалы

### Торговля оружием
Военнослужащие бригады участвовали в продаже противопехотных мин МОН-90 боевикам-исламистам для терактов. В результате которого от одной из них 9 мая 2002 года в Каспийске погибли 45 и были ранены более 170 человек, в том числе 27 военнослужащих 77-й бригады морской пехоты. Военнослужащие продавали чеченцам гранатомёты, пехотные мины и автоматы. Часть вооружений возвращалась в Дагестан и изымалась сотрудниками милиции.

### Торговля людьми
По официальным данным в период 1997 по 1999 гг. из расположения части исчезло 46 человек, большинство из них позже оказывалось в чеченском плену. Рядовой Василий Пинигин был привлечён к уголовной ответственности за похищения солдат. Также осуждён старший лейтенант бригады. Из всех бригад, 136 омсбр занимала лидирующее положение по числу похищенных в рабство военнослужащих.